# Вео
Вео́ (фр. Vého) — коммуна во французском департаменте Мёрт и Мозель региона Лотарингия. Относится к кантону Бламон. 

## География
Вео расположен в 45 км к востоку от Нанси. Соседние коммуны: Амбермениль на севере, Лентре на северо-востоке, Рейон, Шазель-сюр-Альб и Гондрексон на востоке, Блемре на юго-востоке, Домжевен на юге, Ланёввиль-о-Буа на северо-западе.

## История
Коммуна сильно пострадала во время Первой мировой войны. 

## Демография
Население коммуны на 2010 год составляло 119 человек.
| 1962 | 1968 | 1975 | 1982 | 1990 | 1999 | 2010 |
| ---- | ---- | ---- | ---- | ---- | ---- | ---- |
| 148  | 126  | 100  | 84   | 87   | 75   | 119  |

## Уроженцы

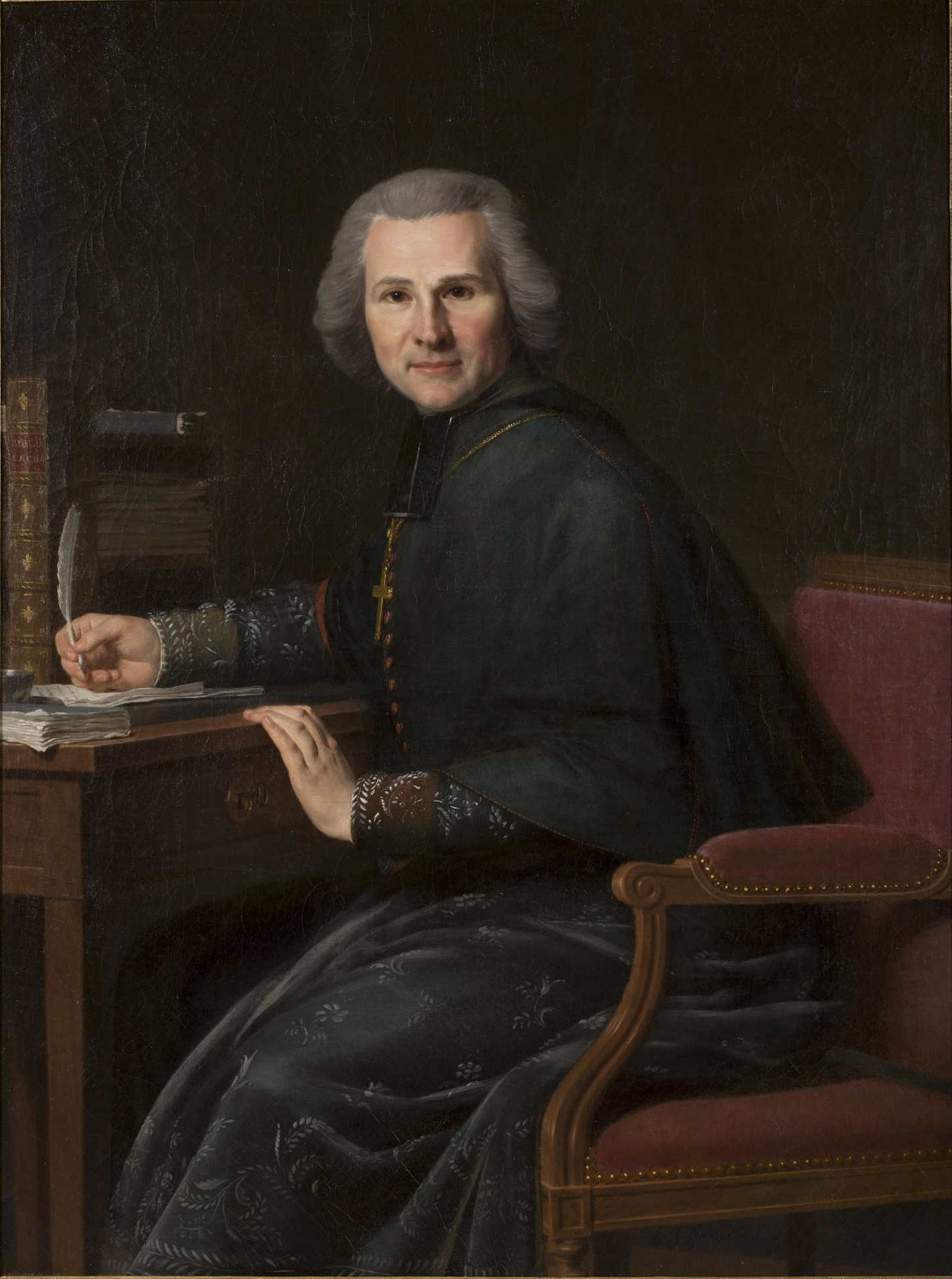
Портрет Анри Грегуара (Франсуа, Пьер Жозеф Селестен).

- Анри Грегуара (1750—1831) — католический священник и видный деятель Великой французской революции.